# Distrito de Dantu
Dantu es un distrito en la jurisdicción de Zhenjiang en la provincia de Jiangsu, de unos 750 kilómetros cuadrados y con una población de 370000 habitantes. Su código postal es 212100.
El distrito tiene dos islas. Limita al este con Jiajiang en Yangzhong. Al sureste se encuentra Danyang y al oeste Jurong. Al norte el distrito limita con el río Yangtze.
- Datos: Q1165083
- Multimedia: Dantu District / Q1165083